# 顧純
顧純（1430年—？），字以正，直隸松江府華亭縣人，民籍，明朝政治人物。

## 生平
景泰七年（1456年）丙子科應天鄉試第九十三名舉人，成化八年（1472年）中式壬辰科會試第二百三十七名，三甲第三十一名進士。授瑞州府高安縣知縣。

## 家族
曾祖顧仲仁；祖父顧諟；父顧塤。